# إمارة أورانج
إمارة أورانج (بالفرنسية: la Principauté d'Orange)، كانت منذ عام 1163-1713 ولاية إقطاعية في بروفنس في جنوب فرنسا الحديثة على الضفة اليسرى من نهر الرون شمالي مدينة أفينيون.
تم تأسيسها عام 1163 عندما رفع الإمبراطور الروماني المقدس فريدريك الأول المقاطعة البورغندية أورانج (وتتألف من مدينة أورانج والأرض المحيطة به) إلى إمارة سيادية داخل الإمبراطورية. أصبحت الإمارة جزءاً من المقتنيات المتناثرة لعائلة أوراني - ناساو منذ أن ورث ويليام الأول «الصامت» لقب أمير أوراني من ابن عمه عام 1544م، حتى تم التنازل عنها أخيراً إلى فرنسا في عام 1713 بموجب معاهدة أوترخت. وعلى الرغم أن عائلة ناساو فقدتها للأبد إلا أن اسمها ما زال مرتبطاً بالعائلة المالكة الهولندية بموجب فرماناً إمبراطورياً. وكانت مساحة الإمارة حوالي 12 كيلومتر طولاً و9 أميال عرضاً، أو 108 كيلومتر مربع.